# Heilig Hartkerk (Altweerterheide)
De Heilig Hartkerk is de parochiekerk van Altweerterheide, gelegen aan Bocholterweg 112, in de Nederlandse gemeente Weert.

## Geschiedenis
De groei van Altweerterheide in de eerste decennia van de 20e eeuw deed de behoefte aan een eigen kerkgebouw groeien. In 1924 werd daarom een rectoraat ingesteld en -van tweedehands hout- een noodkerk gebouwd, die op 24 februari 1925 werd ingezegend en die plaats bood aan 100 gelovigen.
De huidige kerk werd in 1935-1936 gebouwd. Architecten waren Jos Cuypers en Pierre Cuypers jr.. Uit 1936 stamt ook de kerkklok. In 1937 werd het rectoraat tot parochie verheven.

## Gebouw
Het driebeukige bakstenen gebouw is een voorbeeld van baksteenexpressionisme. Kenmerkend is de tegen het koor aangebouwde vierkante toren, gedekt met tentdak en voorzien van een op een hoek ingemetseld Heilig Hartbeeld in art deco.